# Religioni in Yemen
La religione più diffusa in Yemen è l'islam. Secondo statistiche ufficiali del 2010, i musulmani rappresentano il 95% della popolazione e sono in maggioranza sunniti, mentre il restante 1% della popolazione segue altre religioni, fra cui il cristianesimo; l'intera popolazione ha dichiarato comunque di seguire una religione e ufficialmente non esistono atei.  Secondo una stima del 2015 dell'Association of Religion Data Archives (ARDA), il 99% della popolazione segue l'islam, lo 0,1% della popolazione non segue alcuna religione e lo 0,9% circa della popolazione segue altre religioni; i cristiani sono circa lo 0,1% della popolazione. Secondo stime della CIA del 2020, i musulmani in Yemen sono il 99,1% e la restante parte della popolazione (lo 0,9%) segue altre religioni; i non musulmani sono per la maggior parte rifugiati o stranieri temporaneamente residenti.

## Religioni presenti

### Islam
I musulmani yemeniti sono in maggioranza sunniti, mentre il secondo gruppo è rappresentato dagli sciiti. Non ci sono statistiche ufficiali della consistenza dei due gruppi, ma diverse fonti stimano i sunniti fra il 45% e il 50% e gli sciiti fra il 50% e il 55%.

### Ebraismo
Nel Medioevo era presente in Yemen una prospera comunità di ebrei, ma a partire dal XIX secolo essi hanno cominciato ad emigrare in Palestina a seguito di ostilità e discriminazioni. Oggi rimane in Yemen solo un piccolo gruppo di ebrei.

### Altre religioni
In Yemen sono presenti l’induismo e la religione tradizionale cinese: tali religioni sono state introdotte nel Paese da immigrati di origine asiatica. Vi sono anche piccoli gruppi di seguaci del bahaismo.